# كريس فراي
كريس فراي (بالإنجليزية: Chris Fry)‏ (23 أكتوبر 1969 في المملكة المتحدة - ) هو لاعب كرة قدم ويلزي في مركز جناح. لعب مع كارديف سيتي وكولتشستر يونايتد ونادي إكزتر سيتي ونادي باري تاون يونايتد ونادي سانت إيلي تاون ونادي هيرفورد ونادي تشيلتنهام تاون لكرة القدم وهافرفوردويست ‏.

## وصلات خارجية
- كريس فراي على موقع قاعدة بيانات كرة القدم.إي يو (الإنجليزية)
- كريس فراي على موقع Soccerbase.com (لاعب) (الإنجليزية)